# Ectoedemia nigricapitella
Ectoedemia nigricapitella là một loài bướm đêm thuộc họ Nepticulidae. Nó được miêu tả bởi Janse năm 1948. Loài này có ở Namibia.